# Craspedolepta parvula
Craspedolepta parvula är en insektsart som beskrevs av Journet och Joyce Winifred Vickery 1979. Craspedolepta parvula ingår i släktet Craspedolepta och familjen rundbladloppor. Inga underarter finns listade i Catalogue of Life.